# 난방
난방(煖房, 문화어: 방덮이기)은 실내를 따뜻하게 하고 온도를 높이는 것이다. 난방은 차가운 겨울에 사용을 한다. 주택 난방은 석탄, 가스, 숯을 태우거나 보일러를 사용하여 따뜻한 기운을 얻는 것이 보통이지만 현재는 전기를 이용한 난방도 늘어나고 있다.
노약자나 노인이 있는 가정에서는 선선한 가을에도 난방 사용을 하기도 한다.

## 난방 기기의 종류
- 중앙 난방
- 바닥밑 난방(en:Underfloor heating)
- 대류 난방기(en:Convection heater)
- 라디에이터
- 보일러
- 코타츠
- 이로리
- 난로
  - 벽난로
  - 석유난로
  - 전기난로
- 온돌
- 강
- 화로
- 하이포코스트
- 전기 장판

## 같이 보기
- 냉방
- 환기
- HVAC